# Arrondissement de Cavaillon
L'arrondissement de Cavaillon est une ancienne subdivision administrative française du département de Vaucluse. La sous-préfecture, initialement située à Apt, a été déplacée à Cavaillon en 1926 et redéplacée à Apt en 1933.

## Composition
Il comprenait les cantons de Apt, Bonnieux, Cadenet, Cavaillon, Gordes et Pertuis.

## Sous-préfets
| Période          | Période         | Identité      | Fonction précédente                                | Observation                                           |
| ---------------- | --------------- | ------------- | -------------------------------------------------- | ----------------------------------------------------- |
|                  |                 |               |                                                    |                                                       |
| 21 décembre 1927 | 16 février 1933 | Max Martin    | Sous-préfet de Nyons                               | Nommé sous-préfet de Carpentras                       |
| 16 février 1933  | 27 avril 1933   | Gabriel Arché | Sous-préfet, rattaché à la préfecture de l'Hérault | Devient sous-préfet d'Apt par transfert de préfecture |